# Salix cana
Salix cana là một loài thực vật có hoa trong họ Liễu. Loài này được M. Martens & Galeotti miêu tả khoa học đầu tiên năm 1843.